# Taukihepa/Big South Cape Island
Taukihepa/Big South Cape Island ist eine Insel südwestlich von Stewart Island im Süden der Hauptinseln von Neuseeland.

## Geographie
Die Insel, die sich rund 5 km westlich vom South West Cape befindet und verwaltungstechnisch zur Region Southland zählt, ist 939 Hektar groß und misst an seiner höchsten Stelle 235 Meter.
Nordwestlich der Insel befindet sich die Hauptgruppe der Südwestkette der Titi/Muttonbird Islands. Unmittelbar südlich der Insel liegt Poutama Island, nördlich liegen Pukeweka Island und Rerewhakaupoko Island oder Solomon Island sowie die sogenannte "Boat-Group" der Südwestkette der Titi Islands.

## Flora und Fauna
Die Insel war zusammen mit Pukeweka und Rerewhakaupoko der letzte Zufluchtsort der Südinselunterart des Tieke oder Sattelvogels. Hausratten erreichten 1963 auch Taukihepa und seine Nachbarinseln, vermutlich mit Booten von "Mutton Birders", die auf der Jagd nach Sturmtauchern (Titi oder Muttonbird) waren. Nur eine schnelle Rettungsoperation des New Zealand Wildlife Service (heute Department of Conservation) rettete die Südinselunterart des Tieke vor dem Aussterben, während die hiesigen Populationen von Südinselschnepfe, Waldstummelschwanz und Großer Neuseelandfledermaus den Ratten zum Opfer fielen. 36 Tieke wurden von Taukihepa auf zwei kleine, rattenfreie Inseln gebracht, konnten sich dort etablieren und wurden seither auf weiteren Inseln angesiedelt.